# Kotabiru
Kotabiru is een bestuurslaag in het regentschap Belu van de provincie Oost-Nusa Tenggara, Indonesië. Kotabiru telt 1049 inwoners (volkstelling 2010).